# Coria del Río
Coria del Río – gmina w Hiszpanii, w prowincji Sewilla, w Andaluzji, o powierzchni 61,99 km². W 2011 roku gmina liczyła 29 921 mieszkańców. Klub piłkarski Coria CF pochodzi z Coria del Río.